# بوبيان
جَزِيرَة بُوبيَان جزيرة كويتية تقع في أقصى شمال غرب الخليج العربي بالقرب من الشمالي الشرقي للكويت. يحد الجزيرة من الغرب خور الصبية ومن الشرق خور عبد الله، ومن الشمال خور بوبيان وجزيرة وربة. تعد جزيرة بوبيان أكبر جزيرة كويتية وثاني أكبر جزيرة في الخليج العربي بعد جزيرة قشم واكبر من مملكة البحرين. ويصل جسر بوبيان الجزيرة بالبر الرئيسي للكويت.
تبلغ مساحتها 5% من المساحة الكلية للكويت وهي 890 كم²، وتقع في الشمال الشرقي من مدينة الكويت. وترتبط بجسر حديدي مع اليابسة، 60% من الجزيرة مناطق محمية.

## الحياة الفطرية
تمتاز جزيرة بوبيان بمسطحات طينية، وتمثل هذه المسطحات مصدراً غذائياً للعديد من الكائنات، ولشدة خصوبتها تعد مصدراً لتغذية الطيور في فترة الجزر. ويكثر في هذه المسطحات سمكة نطاط الطين الذي يتغذى على الطحالب المنتشرة على السطح. تحتوي الجزيرة أيضا على سبخات مالحة التي ينمو فيها نباتات تتحمل الملوحة العالية.

## المشاريع في بوبيان
هناك جهود ومشاريع مطروحة حالية لبناء ميناء ومطار ومدينة سكانية كبيرة وذلك لأهمية وتميز موقعها الجغرافي حيث تقع في أقصى شمال الخليج العربي، وسيتم العمل على بناء الميناء في عام 2011، وسيكلف 119 مليون دينار كويتي.
هنالك مشروع قد يربط الكويت والعراق والسعودية وإيران وتركيا بسكة حديد ستمر على الجزيرة، وستكون داخل الجزيرة بمسافة 24 كيلو متر.
في يوم 6 يناير 2009 قالت وزارة الأشغال الكويتية بأنها تدرس إنشاء ميناء بوبيان يضم ثلاث مراحل، المرحلة الأولى يضم الميناء تسع مراسي والمرحلة الثانية يضم الميناء سبعة مراسي جديدة والمرحلة الثالث يضم الميناء ثمان مراسي جديدة ويمكن بأن تصل فيما بعد إلى 60 مرسى، وستقوم بإنشاء جسرين جديدين يربطان الجزيرة بالصبية إضافة إلى الجسر الموجود حاليا مع جسر للقطار، وبعد انتهاء المشروع سيتم إنشاء مدينة للصناعات الخفيفة لدعم الميناء إضافة إلى بعض المباني الحكومية، وسيتم إنشاء بحيرة صناعية، وقد تكون المنطقة منطقة سكنية في المستقبل ، وستصل قيمة المشروع إلى 118 مليون دينار كويتي، وقد قسمت المرحلة الأولى إلى ثلاثة مراحل، حيث سيتم إنشاء طرق وجسر ومعالجة التربة إضافة إلى البنية التحتية. 
وفي يوم 17 أغسطس 2009 قالت وزارة الأشغال الكويتية بأن مشروع تطوير جزيرة بوبيان سيعزز من مكانة الجزيرة كواجهة بحرية وستزيد النشاط الاقتصادي في دولة الكويت.